# Acid astatinhidric
Acidul astatinhidric este un acid anorganic cu formula chimică HAt. Este preparat prin sinteza elementelor hidrogen și astatin, prin urmare, este cel mai rar acid, deci nici nu există în natură. Dacă s-ar lua în considerare proprietățile acizilor halogenilor, atunci acidul astatinhidric ar trebui să fie cel mai tare, mai tare chiar și decât acidul clorhidric.
S-a aflat că acesta se disociază în elementele chimice ce îl compun:
2 HAt → H+ + At− + H− + At+ → H2 + At2

## Formare
Reacții de formare ale acestui acid sunt foarte puține, dar printre ele se numără
NaAt (s) + H2SO4 (aq) -> HAt (g) + NaHSO4 (s) 

## Reacții

### Cu halogeni
Combinat cu clorul și cu bromul, acidul astatinhidric reacționează conform ecuațiilor:
Cl + HAt → HCl + At
Br + HAt → HBr + At 